# Fortduin
Een fortduin is een duin dat gevormd is in een duingebied door een alleenstaande boom of boomgroepen die helemaal onderstoven zijn door zand. Meestal zie je alleen de kruin van de boomtoppen nog boven de duinen uitsteken. In het zandlichaam bevinden zich soms honderden jaren oude eiken. Hun robuuste karakter heeft ertoe geleid dat ze fortduinen worden genoemd.
Fortduinen zijn onder andere te vinden in Nationaal Park De Loonse en Drunense Duinen.